# 코임브라 스포츠
코임브라 스포츠(브라질 포르투갈어: Coimbra Sports)는 브라질 미나스제라이스주 콘타젱에 위치한 축구단이다. 1986년 1월 5일에 창단되었다.